# رولف زاكس
رولف زاكس هو مصمم ومصور سويسري، ولد في 10 أغسطس 1955 في لوزان في سويسرا.